# Ras Matarima
Ras Matarima (arab.رأس مطارمة) – przylądek w Egipcie w zachodniej części półwyspu Synaj, nad Morzem Czerwonym w Zatoce Sueskiej w muhafazie Synaj Południowy, przy drodze z Suezu do Szarm el-Szejk. W pobliżu znajduje się pole naftowe o tej samej nazwie.